# خوچیمک
خوچیمک (به لهستانی:  Chocimek) یک روستا در لهستان است که در گمینا لوبسکو واقع شده‌است. خوچیمک ۷۶ نفر جمعیت دارد.